# マヌーチェフル・モッタキー
マヌーチェフル・モッタキー（ペルシア語: منوچهر متکی; Manūchehr Mottakī; 1953年5月12日 -）は、イランの政治家で外交官。

## 人物
ゴレスターン州、カスピ海沿岸の港湾都市バンダレ・ギャズ市出身。
インドのバンガロール大学の社会科学分野の学士号（1976年）、テヘラン大学の国際関係分野の修士号（1991年）を有する。英語、日本語、ウルドゥー語及びトルコ語を話す。
1980年、第1期マジュレス（議会）代議員に選出された。1984年から外交官。1995年から1999年にかけて、駐日本特命全権大使を務めた経験を持っている。
大統領のマフムード・アフマディーネジャードによる推薦を受けて閣僚候補者として挙がり、2005年8月24日、閣僚承認投票284票のうち賛成220票を獲得してイラン外相に就任。
2010年12月13日、セネガルを訪問中にアフマディーネジャードより解任。イランの核開発問題に関しての措置と見られている。
2017年秋の叙勲で旭日大綬章を受章。

## 略歴
- 1984年 - 1985年 - 外務省第7政治局長[2]。
- 1985年 - 1988年 - 駐トルコ特命全権大使[2]。
- 1988年 - 1989年 - 外務省西欧局長[2]
- 1989年 - 1993年 - 国際問題担当外務次官[2]
- 1993年 - 1995年 - 法務・協議・議会問題担当外務次官
- 1995年 - 1999年 - 駐日本特命全権大使[2]
- 2000年 - 2001年 - 外相顧問[2]
- 2001年 - 2004年 - イラン・イスラム文化・宗教関係組織の次官[2]
- 2004年 - 第7期議会代議員、議会対外政策・国家安全保障委員会委員長[2]
- 2005年 - 2010年 - 外務大臣[2][4]

モッタキーは、核開発に関して、欧州連合諸国との交渉に厳格に反対している。以前、彼は、核問題で譲歩してはならないと表明したことがある。